# Người Gruzia
Người Gruzia (tiếng Gruzia: ქართველები, kartvelebi [kʰɑrtʰvɛlɛbi]) là một nhóm dân tộc Kavkaz. Họ có nguồn gốc từ Gruzia, nơi mà họ chiếm một phần lớn dân số. Cộng đồng lớn Gruzia cũng có mặt khắp nước Nga, Liên minh châu Âu, Hoa Kỳ, Nam Mỹ.
Đa số người Gruzia theo Kitô giáo Đông phương, chủ yếu là Giáo hội Chính thống giáo Gruzia - quốc giáo từ thế kỷ thứ 4. Ngoài ra còn có các cộng đồng Công giáo và Hồi giáo ở Tbilisi và Adjara.